# Mary Lambert (cantora)
Mary Danielle Lambert (Seattle, 03 de Maio de 1989) mais conhecida pelo seu nome artístico Mary Lambert, é uma cantora e compositora nascida em Seattle. Mary Lambert ganhou proeminência como artista após a participação na faixa "Same Love" da dupla Macklemore e Ryan Lewis presente no albúm The Heist. Lambert pegou no conteúdo que criou para "Same Love" e usou-o para desenvolver a faixa "She Keeps Me Warm" lançada a 30 de julho de 2013. O videoclipe foi lançado a 24 de agosto.
As suas músicas são muitas vezes carregadas de emoção e tem sido considerada uma mistura de Adele,Tori Amos e James Blake. Os seus concertos são descritos como "espaços seguros onde chorar é aceitável e até encorajado". O seu EP de estreia, "Letters Don't Talk", foi lançado a 17 de julho de 2012 e alcançou a posição #18 na tabela musical iTunes Singer/Songwriter. A 17 dezembro de 2013, Lambert lançou o seu segundo EP, "Welcome to the Age of My Body",sob a Capital Records. O seu primeiro álbum de estúdio, "Heart On My Sleeve", foi lançado a 14 de outubro de 2014 e atingiu a posição #29 na Billboard 200.
Lambert afirmou em um Huffington Post entrevista que sua música e poesia contêm "Um monte de escuridão e tristeza e dor." Lambert escreve principalmente sobre seus traumas de infância, abuso sexual, imagem corporal, distúrbio bipolar, e sua sexualidade. O refrão "Same Love" baseia-se em experiências de Lambert como uma lésbica que cresce acima em uma educação cristã tumultuada. A linha de repetir: "Não choro aos domingos", por exemplo, reflete a maneira como ela se sentiu depois de deixar os cultos de domingo na igreja evangélica. Lambert escreveu gancho do coro em duas horas. "Love Body" e "Sarasvati" tanto recurso Lambert usando um estilo de cantar talk-ritmo.
Quando perguntado por que ela escreveu o refrão de "Same Love", Lambert disse que ela queria escrever uma música que era "genuíno e autêntico com minha experiência". Performances ao vivo de Lambert são descritos como "espaços seguros onde o choro é aceitável e até encorajado". Lambert representado Seattle, Washington, em Brave New Voices Concurso Internacional de Poesia , em 2008, que foi filmado na HBO. Ela foi co-fundador da equipe Colegiada de Seattle, em 2009, e participou dos Sindicatos da faculdade Poetry Slam de Invitational.
Para os 56 º Grammy Awards , Lambert foi indicado a dois prêmios, um para Canção do Ano para "Same Love" e outro para Álbum do Ano por The Heist como um artista em destaque. Em 26 de janeiro de 2014 Lambert cantou "Same Love" ao lado de Macklemore e Ryan Lewis no 56 º Grammy Awards . Durante sua performance, Queen Latifah leu votos de casamento para 33 casais no palco.  Pouco depois Latifah ler os votos, Madonna entrou no palco e começou a cantar com Lambert. Após as performances, single de estreia de Lambert "Ela me mantém aquecidoa "começou a ganhar mais airplay e vender mais cópias."Ela me mantém aquecida" 's jogo de rádio teria aumentado em 24%.
Em 09 de fevereiro de 2014, Lambert anunciou em seu site oficial que ela estava filmando um vídeo para "Love Body". Em 17 de março, 2014, Lambert anunciou em seu site que ela estaria em turnê com Gavin DeGraw e Matt Nathanson . Eric Rosse está produzindo o álbum de estreia de Lambert,Um vídeo da música Parte do Lambert "Love Body" 1 e 2 foi lançado em 22 de abril de 2014. A partir de 08 de maio, o vídeo já recebeu mais de 220 mil visualizações no VEVO .

## Biografia
Lambert foi abusada sexualmente quando criança, e descreveu-se como "acabar por ser uma deprimida de oito anos de idade". Ela foi criada como uma pentecostal, mas sua família foi expulsa da igreja, quando ela tinha seis anos depois que sua mãe se assumiu lésbica. Lambert mais tarde tornou-se um cristã evangélica, atendendo Mars Hill Church no início, quando ela estava na escola. Ela lutou por muitos anos para conciliar seu cristianismo e sua sexualidade, mesmo depois de se assumir lésbica quando tinha 17 anos. Ela chegou à conclusão de que a homossexualidade não é incompatível com o cristianismo, e que a condenação dos gays é a antítese da mensagem cristã.
Lambert aprendeu sozinha a tocar piano e escrever canções aos 6 anos, como uma fuga de sua casa traumática e abusiva.
Originalmente de Everett, Washington, Lambert participou Mariner escola secundária entre 2003 e 2007. Sua mãe também é uma cantora e compositora. Lambert mudou-se para Seattle, em 2007, onde estudou na Cornish College of the Arts e formou-se com um bacharelado de Música em Composição. Lambert é conhecida por ser reveladora em sua poesia e música, muitas vezes a discutir seus traumas de infância, abuso sexual, imagem corporal, transtorno bipolar e sua sexualidade. Lambert vive em Seattle, WA. 